# Expugnación de Rheinfelden
Expugnación de Rheinfelden es un lienzo de Vicente Carducho, originalmente en el Salón de Reinos del palacio del Buen Retiro, y actualmente en el Museo del Prado, en Madrid.

## Introducción
Este cuadro formaba parte, junto con otros once, de una Serie de Batallas que decoraban el Salón de Reinos del Palacio del Buen Retiro, formado por diversos pabellones entre amplios jardines. Este Salón de Reinos ha sido interpretado como un Salón de la Virtud del Príncipe —en este caso de Felipe IV— que, mezclando narración y alegoría, estaba destinado a glorificar tanto las cualidades del monarca como las principales victorias militares de su reinado. La figura principal de este lienzo es Gómez Suárez de Figueroa — III duque de Feria— quien también los es de otras dos pinturas de dicha Serie de Batallas, correspondientes a sendas victorias por él comandadas.

## Tema de la obra
El sitio de Rheinfelden tuvo lugar con la finalidad de asegurar el camino español entre el Milanesado y los Países Bajos. Después de socorrer a las plazas asediadas de Breisach y Constanza y de tomar Bad Säckingen, Bregenz, Laufenburgo y Waldshut, los tercios españoles —al mando del duque de Feria— ocuparon la ciudad de Rheinfelden en 1633. La ciudad sería retomada por tropas protestantes el 2 de marzo de 1638, tras la batalla de Rheinfelden.

## Análisis de la obra

### Datos técnicos y registrales
- Madrid, Museo del Prado, n º. de catálogo P000637.[3]
- Pintura al óleo sobre lienzo;
- Dimensiones: 297 x 357 cm;
- Fecha de realización: 1634;
- Firmado y fechado, parte inferior central: Expugnatam Reinfelt, captasq Waldzut Sechim et Lanfemburg per Ducem de Feria anno MDCXXXIII, Vicentius Carduchi Regiae Majestatis pictor elapso anno pingebat [4]
- Consta con el n º. 253 en el catálogo del Salón de Reinos de 1701.[5]

### Descripción de la obra
En primer término, aparece el duque de Feria, de pie sobre una roca, dando órdenes a sus oficiales. Con su mano derecha señala el campo de batalla, y con la izquierda sostiene el bastón de mando. Al pie de la roca, un escudero trae su caballo, tras el cual hay unos caballeros con armadura. En segundo plano, la caballería forma una larga fila, que presumiblemente se unirá a la de los jinetes que descienden a lo largo de un acantilado, para auxiliar a las tropas que luchan ante la plaza fuerte. Al fondo se muestra el asalto a Rheinfelden, con algunos soldados escalando los muros y otros penetrando por las puertas y por una brecha abierta en las murallas. El pintor representa con precisión el orden de batalla de los tercios ante las murallas, con los piqueros formando grupos compactos de hasta treinta filas y con los mosqueteros en los flancos. Una bandera con la cruz de Borgoña, enarbolada por un soldado sobre uno de los torreones, simboliza la victoria española.

## Procedencia
1. Colección Real (Palacio del Buen Retiro, Madrid, 1701, n. 253;
2. Buen Retiro, 1794, n. 524;
3. Palacio Real, Madrid, "pinturas descolgadas en el callejón de las tribunas", 1814-1818, n. 524.[3]